# Józef Fudakowski
Józef Fudakowski h. Dołega (ur. 23 lutego 1893 w Warszawie, zm. 19 lutego 1969 w Krakowie) – polski zoolog i zoogeograf, profesor Uniwersytetu Jagiellońskiego oraz kustosz Muzeum Fizjograficznego Polskiej Akademii Umiejętności.

## Życiorys
Urodził się w rodzinie Kazimierza Floriana Fudakowskiego h. Dołęga (1831–1901) i Anny Wolmer (zm. 1920). Od 1918 zatrudniony na Uniwersytecie Jagiellońskim, najpierw jako asystent w Zakładzie Anatomii Porównawczej, później w Zakładzie Zoologii. Od 1920 pracował, a potem był kustoszem Muzeum Fizjograficznego Polskiej Akademii Umiejętności w Krakowie. W 1924 obronił pracę doktorską. W 1934 habilitował się uzyskując tytuł docenta zoologii Uniwersytetu Jagiellońskiego.
Podczas II wojny światowej aresztowany wraz z innymi profesorami w ramach Sonderaktion Krakau został wywieziony do obozu Sachsenhausen, zwolniony 8 lutego 1940.
Po wojnie profesor zoologii oraz prodziekan Wydziału Biologii i Nauk o Ziemi. W 1960 mianowany profesorem nadzwyczajnym.  
Prowadził badania nad fauną tatrzańską. Był autorem prac naukowych oraz popularnonaukowych z dziedziny faunistyki, muzealnictwa przyrodniczego, ochrony przyrody oraz zoogeografii. W 1951 wydał Świat zwierzęcy Tatr. 
Był mężem Zofii z Madeyskich h. Poraj (1897–1981), córki Jerzego, z którą miał córkę Jadwigę (ur. 1930).
Marł w Krakowie. Pochowany na Cmentarzu Salwatorskim w Krakowie (sektor SC4-7-5).